# Grenkrassing
Grenkrassing (Lepidium ramosissimum) är en korsblommig växtart som beskrevs av Aven Nelson. Enligt Catalogue of Life ingår Grenkrassing i släktet krassingar och familjen korsblommiga växter, men enligt Dyntaxa är tillhörigheten istället släktet krassingar och familjen korsblommiga växter. Arten förekommer tillfälligt i Sverige, men reproducerar sig inte. Inga underarter finns listade i Catalogue of Life.